# Țaratul Rusiei

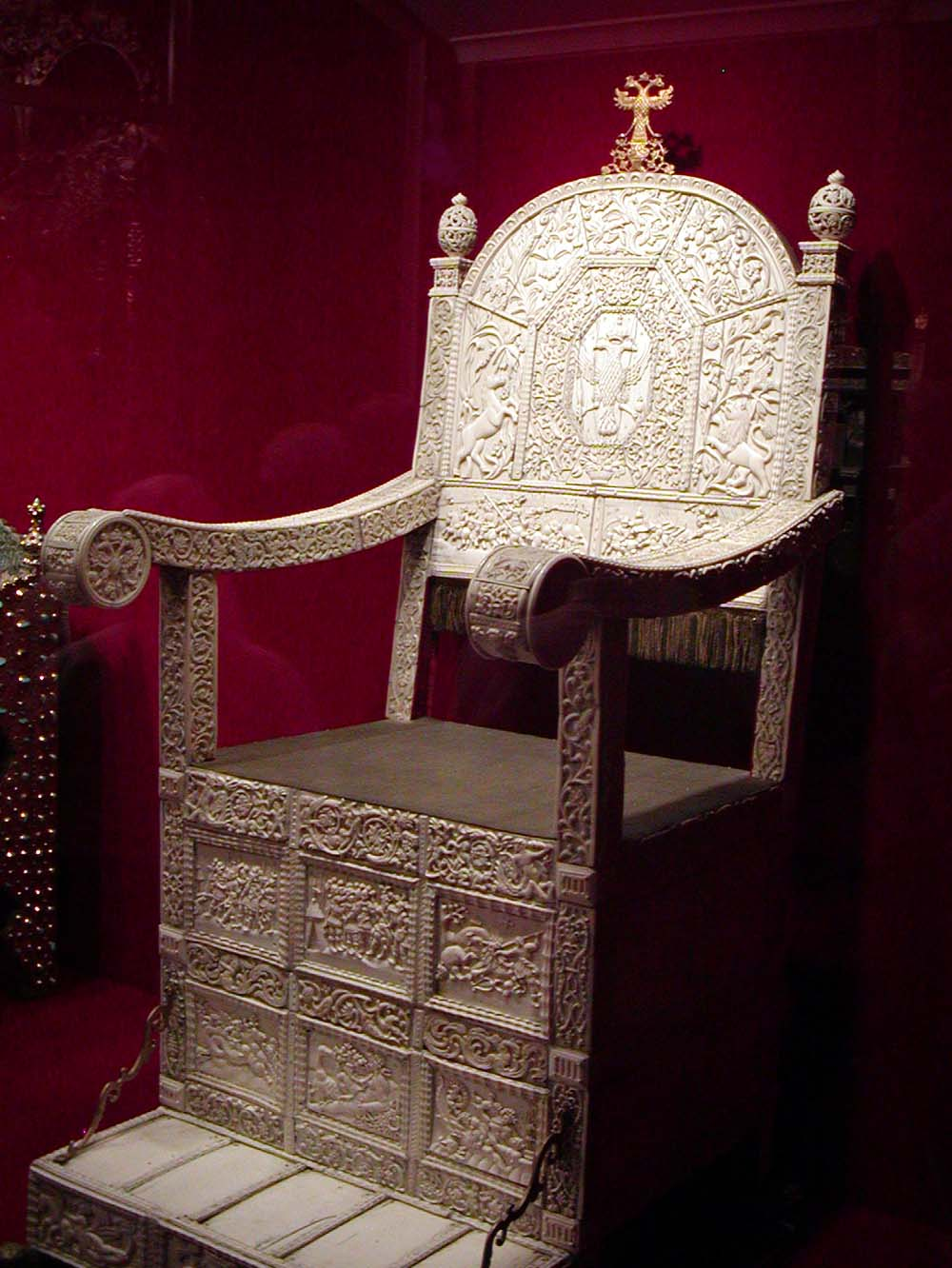
Tronul de fildeş al lui Ivan cel Groaznic

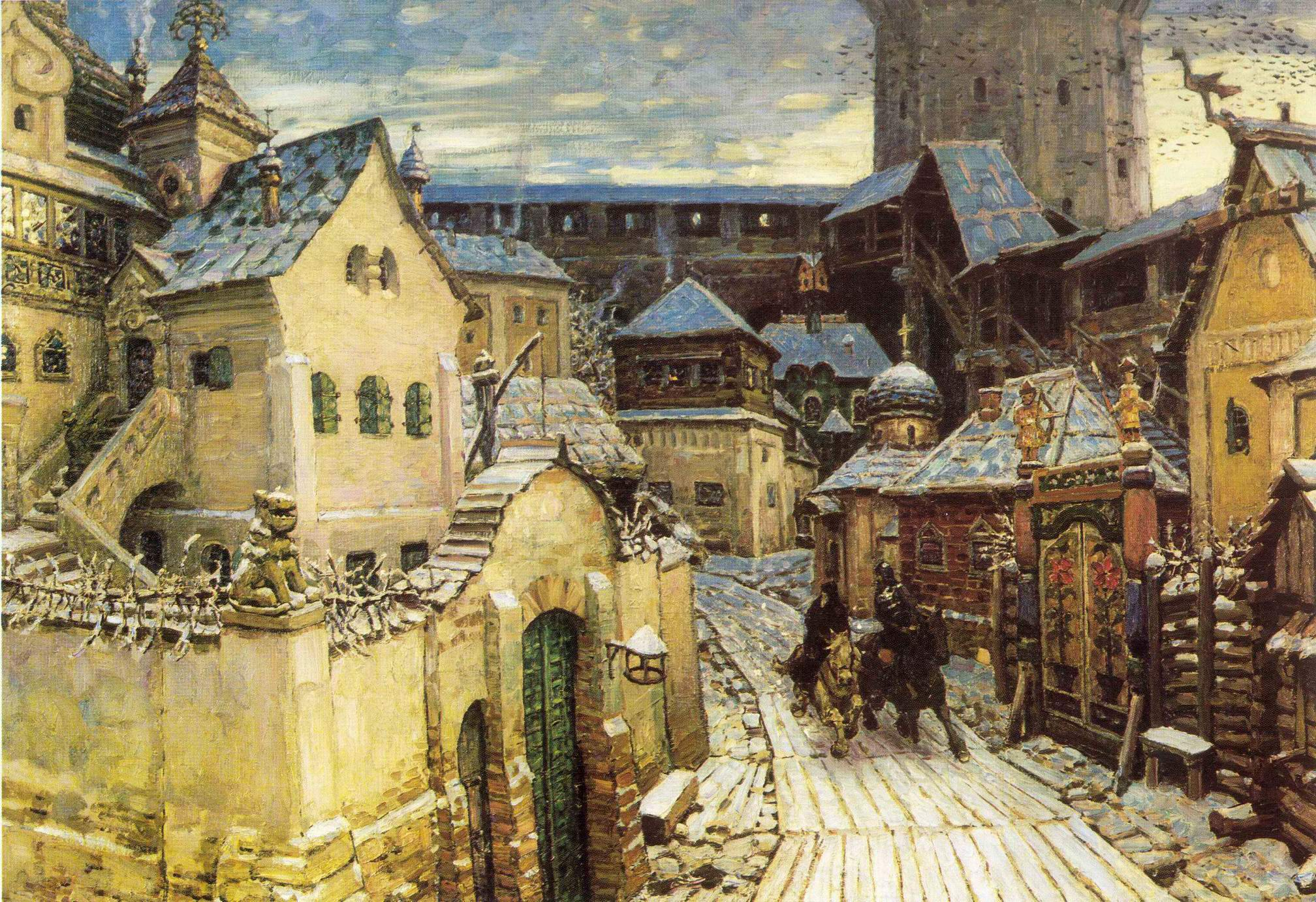
„Sosirea solilor la Kremlin”, pictură de Apollinari Vasneţov

Țaratul Rusiei (în limba rusă: Царство Русское, Țarstvo Russkoe) a fost numele și forma oficială de guvernarea a Rusiei între urcarea pe tron, asumarea titlului de țar de către Ivan cel Groaznic în 1547 și fondarea de către Petru cel Mare a Imperiului Rus în 1721.
Anumiți cercetători ruși consideră că propagarea termenului Țaratul Moscovit în Europa Occidentală a fost un rezultat al politicii Poloniei.. La zece ani de la fondarea Imperiului Rus, Voltaire mai folosea încă termenul de Țaratul Moscovit în lucrarea sa „Istoria lui Carol al XIII-lea, regele Suediei (1731)”. Termenul este folosit însă și de unii dintre cercetătorii ruși și este considerat de către ei autentic rus.

## Moștenirea bizantină
În secolul al XVI-lea, monarhul rus a devenit o figură puternică, autocratică, un „țar”. Prin asumarea acestui titlu, suveranul Moscovei a încercat să sublinieze statutul său de conducător de prim rang, de împărat, egal al Împăratului Bizanțului sau al Hanului. După căsătoria lui Ivan al III-lea cu nepoata ultimului împărati bizantin Sofia Palaiologhina, curtea de la Moscova a adoptat termenii bizantini, ritualurile, titlurile și emblemele, precum „vulturul bicefal”, care este și astăzi folosit drept stema Rusiei.
La început, termenul bizantin „autocrator” desemna doar statutul de monarh independent, dar, în timpul domniei lui Ivan al IV-lea, (1533-1584), a ajuns să desemneze conducerea fără restricții. Ivan al IV-lea a fost încoronat ca țar și a fost recunoscut, cel puțin de Biserica Ortodoxă Rusă, drept împărat. Filofei din Pskov a pretins că, de vreme ce orașul Constantinopole a fost cucerit de Imperiul Otoman în 1453, țarul rus era singurul monarh legitim, iar că Moscova a devenit A treia Romă, fiind succesorul de drept al Imperiului Roman și al Constantinopolelui, centrul creștinismului în perioada sa de început.

## Prima parte a domniei lui Ivan al IV-lea
Apogeul puterii autocratice a țarului a fost atins în timpul domniei lui Ivan al IV-lea, care a primit supranumele de „cel Groaznic”. Ivan a întărit puterea țarului la un nivel care nu mai fusese atins până la el, o dovadă a riscurilor existente în cazul concentrării nelimitate a puterii în mâinile unui singur om instabil din punct de vedere mintal. Deși la prima vedere țarul părea un individ inteligent și energic, el suferea de crize de paranoia și depresie, iar domnia lui a fost marcată de acte de extremă violență.
Ivan al IV-lea a devenit Mare cneaz  al Moscovei în 1533 la vârsta de numai trei ani. Două facțiuni boierești și-au disputat controlul asupra regenței până în 1547, când Ivan a preluat frâiele conducerii. Ca o reflectare a noilor ambiții imperiale ale Moscovei, încoronarea  ca țar a lui Ivan a fost un eveniment grandios, copiat după procesiunile de încoronarea ale împăraților bizantini. Bazându-se pe sprijinul unui grup de boieri, Ivan și-a început domnia printr-o serie de reforme folositoare. Astfel, au fost promulgat un nou cod de legi, iar armata și puterea locală au fost reorganizate. Aceste reforme au fost concepute pentru întărirea statului în condițiile stării neîncetate de război în care se afla țaratul cu vecinii săi.

## Politica externă a lui Ivan al IV-lea
Rusia a rămas o entitate relativ necunoscută în Europa de vest până la publicarea în 1549 a  lucrării baronului Sigismund von Herberstein, „Rerum Moscoviticarum Commentarii” (Note cu privire la afacerile moscovite). Această lucrare cuprindea o mulțime cuprinzătoare de informații despre un stat care era necunoscut în vest. În deceniul al șaptelea al secolului al XVI-lea au fost publicată memoriile de călătorie din Rusia ale lui Adam Olearius, care au fost traduse în mai multe
Cele mai multe informații au fost însă furnizate de negustorii englezi și olandezi. Unul dintre aceștia, Richard Chancellor, a călătorit în 1553 din patrie până pe țărmul Mării Albe, după care și-a continuat drumul pe uscat spre Moscova.  La reîntoarcerea în Anglia el a fondat Muscovy Company împreună cu Sebastian Cabot, Hugh Willoughby și alți câțiva neguțători londonezi. Ivan cel Groaznic s-a folosit de serviciile acestor negustori ca să corespondeze cu regina Elizabeta I.
În ciuda problemelor interne din deceniile al patrulea și al cincilea ale secolului al XVI-lea, Rusia a continuat politica războinică de cuceriri. Ivan cel Groaznic a reușit să învingă și să anexeze Hanatul Kazanului și Hanatul Astrahanului, pe care le-a anexat, transformând Rusia într-un stat multietnic și multiconfesional. În acest moment, Rusia controla cursul fluviului Volga și își deschisese accesul  spre Asia Centrală.
Expansiunea spre nord-vest, spre Marea Baltică, s-a dovedit mult mai dificilă. Rușii au invadat în 1558 Livonia, intrând într-un război de 25 de ani, (Războiul livonian), împotriva Uniunii statale polono-lituaniene, Suediei și Danemarcei. În ciuda unor succese ocazionale, armata lui Ivan al IV-lea a fost respinsă, iar rușii nu au reușit să-și asigure o poziție privilegiată la Marea Baltică.
Încercând să profite de implicarea Rusiei în războiul din Livonia, tătarii din Crimeea au atacat și devastat regiunea Moscovei în mai multe rânduri, până când victoria rușilor din bătălia de la Molodi a pus capăt atacurilor.
În deceniile care aveau să vină, tătarii (Hoarda Nogailor și Hanatul Crimeii) au reluat raidurile anuale a zonelor de sud ale Rusiei, răpind locuitorii pentru a-i transforma în sclavi. Pentru a preveni aceste atacuri, rușii au construit linia de fortificații („Zasecinaia certa”), apărată de zeci de mii de soldați – un uriaș efort pentru stat, care a dus la stagnarea dezvoltării economice și sociale.

## Opricinina
În ultimii ani ai deceniului al șaselea al secolului al XVI-lea, Ivan al IV-lea a intrat în conflict cu sfătuitorii și boierii. Istoricii nu au reușit să determine care a fost motivele care au determinat acest conflict: politice, personale, religioase, sau altele. Țarul a împărțit Rusia în două sectoare: domeniul său privat, (opricinina) și regatul public (zemșcina). Pentru formarea domeniului său privat, Ivan a ales unele dintre cele mai prospere și importante regiuni ale Rusiei. În aceste regiuni, agenții lui Ivan au atacat boierii, negustorii și chiar și oamenii de rând, pe unii i-a ucis fără judecată și le-au confiscat proprietățile. A început astfel un deceniu de teroare în Rusia, care a culminat cu Masacrul de la Novgorod din 1570.
Ca urmare a politicii de opricinina, Ivan a ruinat puterea politică și economică a familiilor boierești, distrugând exact acele persoane care contribuiseră la construirea statului rus și care se dovediseră capabile să îl administreze. Negoțul a scăzut dramatic, iar țăranii, care trebuiau să facă față creșterii taxelor și violenței, au început să părăsească Rusia. Încercările de reducere a mobilității țăranilor a dus în cele din urmă la „legarea de glie”, care avea să se transforme în cele din urmă în șerbie (iobăgie). În 1572, Ivan a renunțat în cele din urmă la practicile opricininei.
Conform unei teorii foarte populare printre ruși, opricinina a fost declanșată de Ivan pentru a asigura mobilizarea tuturor resurselor pentru războaiele sale și pentru înăbușirea opoziției pacifiste. Indiferent de motivele țarului, politica internă și externă a lui Ivan cel Groaznic a avut un efect devastator asupra Rusiei și a dus la o perioadă de lupte sociale și război civil, așa numitele timpuri tulburi (Smutnoie vremya, 1598-1613).

## Timpurile tulburi

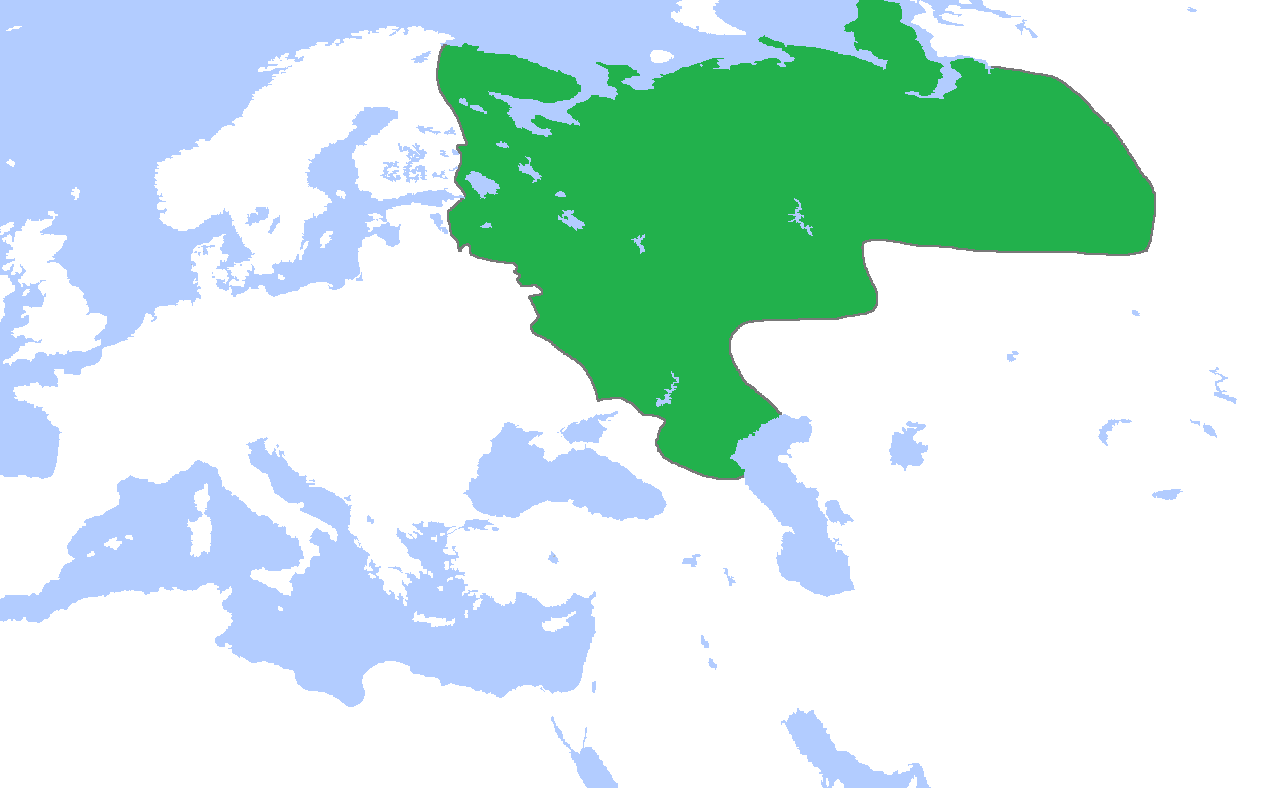
Întinderea Țaratului Rusiei mai înainte de începerea expansiunii spre răsărit, aprox. 1600.

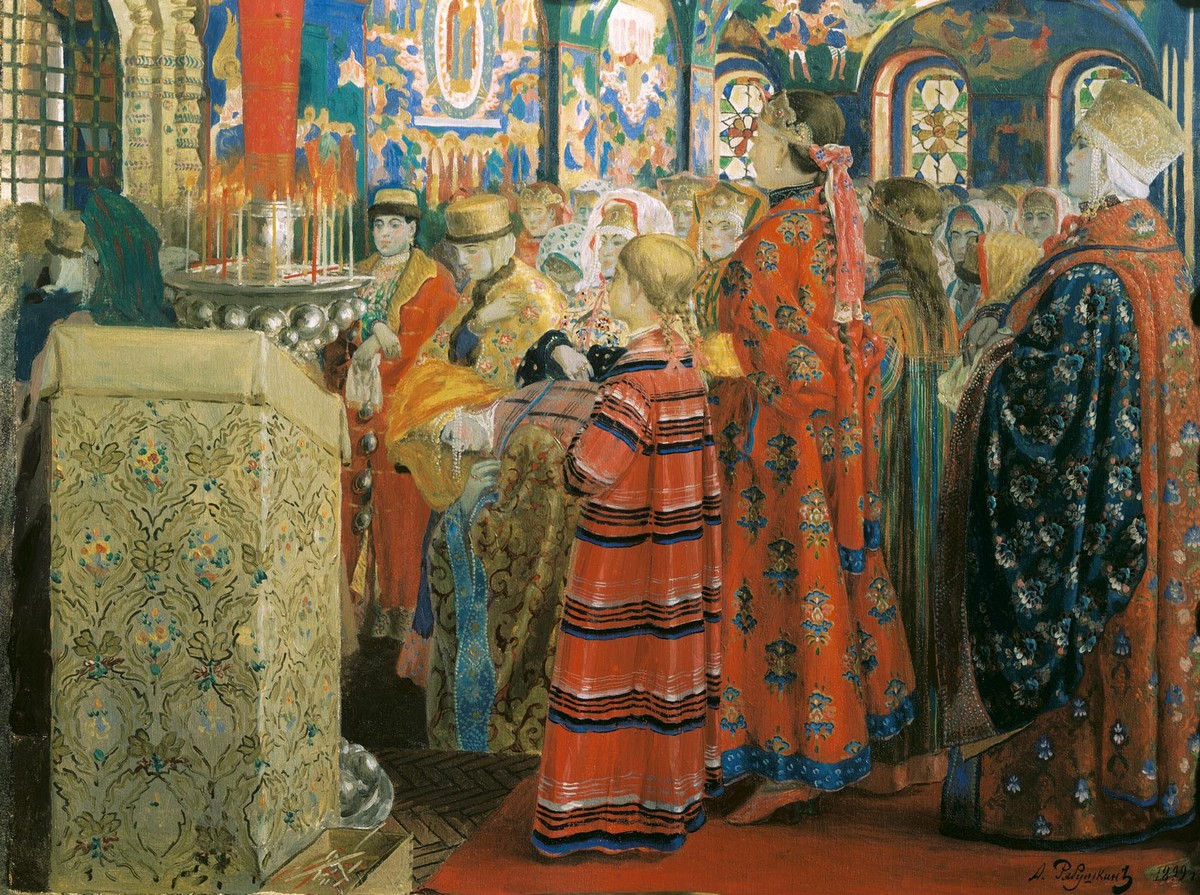
Femei moscovite la slujba din biserică, tablou de Andrei Riabușkin.

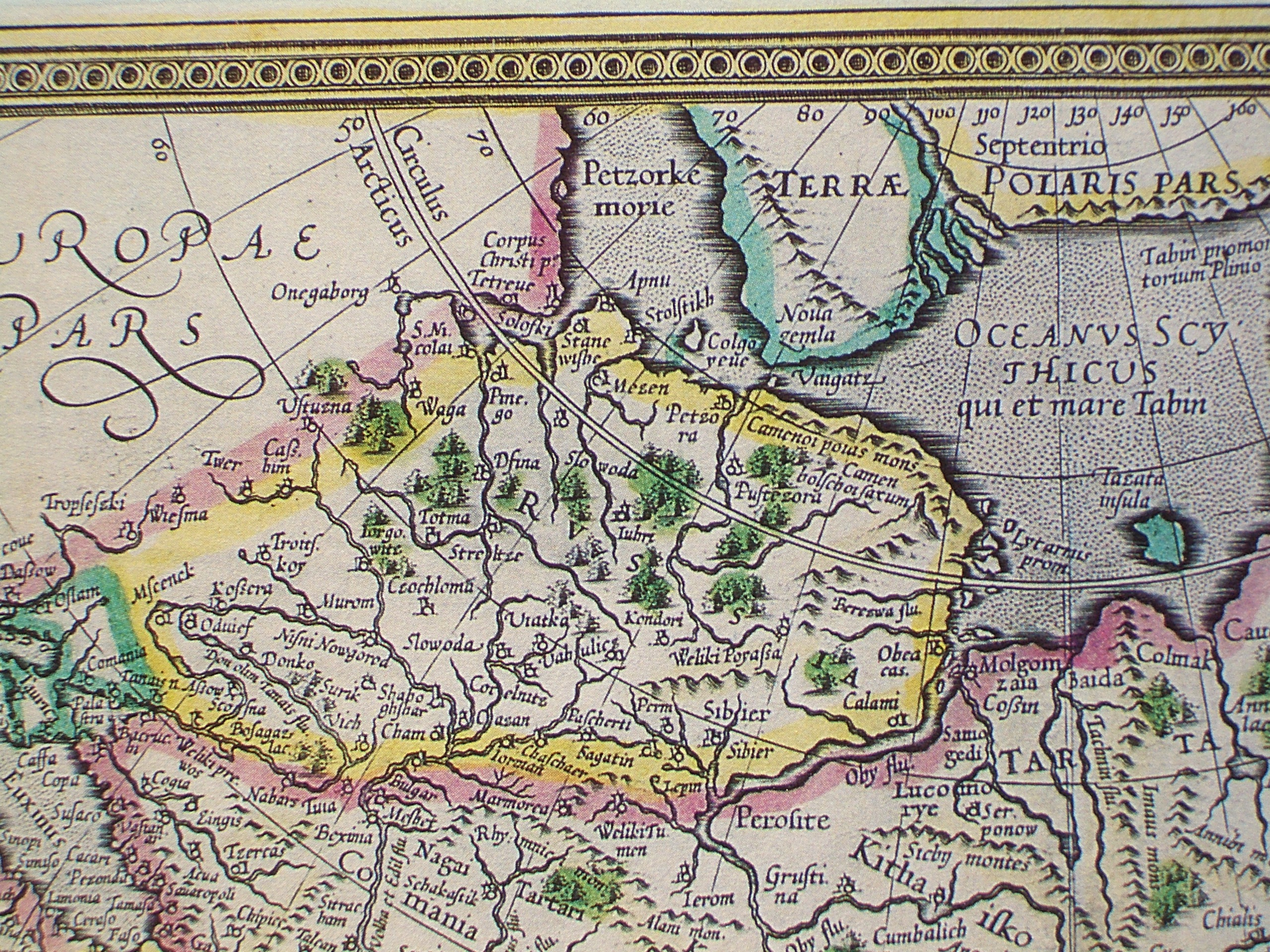
"Rusia" la 1595, hartă de Gerardus Mercator

Ivan al IV-lea a fost urmat pe tron de fiul său, Fiodor, care era debil mintal. Puterea în stat era deținută de cumnatul țarului, boierul Boris Godunov (cel care a abolit tradiția „zilei lui Iuri (Sfântul Gheorghe)”, singura zi a anului în care țăranii legați de pământ puteau să se mute de la un stăpân la altul). Poate cel mai important eveniment al domniei lui Fiodor a fost proclamarea Patriarhiei Moscovei în 1589. Ridicarea la rang de patriarhie a dus la o evoluție separată și total independentă a Bisericii Ruse.
Fiodor a murit în 1598 fără să lase un moștenitor, ceea ce a dus la stingerea dinastiei Rurikide. Boris Godunov a hotărât atunci convocarea Zemski Sobor, (adunarea națională a boierilor, clericilor și oamenilor de rând), care l-au proclamat țar. O serie de facțiuni boierești au refuzat însă să accepte această decizie. A urmat o serie de evenimente care a zdruncinat profund Rusia. După o serie de ani secetoși  și de foamete în perioada 1601 – 1603, a izbucnit răscoale populare. În această perioadă a apărut un uzurpator care a pretins că este țareviciul Dmitri, fiul lui Ivan cel Groaznic, care era mort încă din 1591. Acest pretendent al tronului, Falsul Dimitrie I, a primit sprijin din partea Poloniei și a pornit în marș spre Moscova, câștigând aderenți în rândul anumitor familii boierești și a claselor de mijloc. Unii istorici au făcut speculații cu privire la implicarea lui Boris Godunov în această criză. Falsul Dimitrie I a intrat în Moscova în 1605 și, după asasinarea fiului lui Godunov, Fiodor al II-lea, a fost încoronat țar al Rusiei.
După aceasta, Rusia a intrat într-o perioadă de haos, cunoscută și ca „Timpurile tulburi” (Смутное Время). În ciuda abuzurilor țarului împotriva boierilor, a creșterii nemulțumirii târgoveților și a iobăgirii treptate a țărănimii, lupta împotriva puterii țarului era dusă cu jumătate de măsură. Rușii nemulțumiți nu aveau practic nicio alternativă la autocrația țarului și tot ce puteau face era să se alăture aventurierilor care încercau să ocupe tronul. În această perioadă tulbure, toate încercările facțiunilor boierești se limitau la încercarea de obținere a unei oarecare influențe asupra autocratului aflat la putere, sau la încercarea de plasare a propriului candidat pe tron. În atmosfera tulbure în care familiile boierești se luptau între ele neîncetat, clasele de jos se revoltau orbește iar armatele străine au reușit să ocupe Kremlinul din Moscova, numeroși ruși au ajuns la concluzia că doar acceptarea absolutismului țarist poate asigura ordinea și unitatea în Rusia.
Timpurile tulburi au cuprins un război civil, în care luptele pentru tron au fost complicate de mașinațiunile complicate ale facțiunilor boierești rivale, intervenția puterilor vecine, Polonia și Suedia și numeroase răscoale populare. Falsul Dimitrie I a fost detronat și garnizoana poloneză care îl apăra a fost alungată, iar boierul  Vasili Șuișki s-a proclamat țar în 1606. Vasili a încercat să-și asigure tronul aliindu-se cu suedezii, ceea ce a dus în cele din urmă la izbucnirea Războiului ingrian. În conflictele interne au intervenit din nou polonezii, care l-au sprijinit pe un alt impostor, Falsul Dimitrie al II-lea, s-a proclamat țar și a înființat o curte paralelă în satul Tușino în perioada 1608 – 1610.
În 1609, Polonia a intervenit în mod oficial în treburile interne ale Rusiei, reușind să cucerească Kremlinul și să îl captureze pe Șuișki. În 1610, una dintre facțiunile boierești a semnat un tratat cu polonezii prin care îl recunoșteau pe Władysław al IV-lea Vasa, fiul regelui polonez Sigismund al III-lea, drept țar. Suedezii l-au sprijinit în schimb în 1611 pe un alt impostor, Falsul Dimitrie al III-lea, care însă a fost capturat rapid și executat de ruși.
Implicarea polonezilor în afacerile Rusiei a dus în cele din urmă la renașterea sentimentului patriotic. În regiunea orașului Nijni Novgorod s-a format o armată de voluntari sprijinită financiar de bogata familie Stroganov, binecuvântată de Biserica Ortodoxă Rusă și condusă de cneazul Dmitri Pojarski și negustorul Kuzma Minin. Această armată a reușit în urma unor lupte grele să-i alunge pe polonezi din Kremlin. Boierul Mihail Romanov a fost proclamat țar în 1613 de către Zemski Sobor, marcând astfel începutul domniei de 300 de  ani a dinastiei Romanov.

## Romanovii

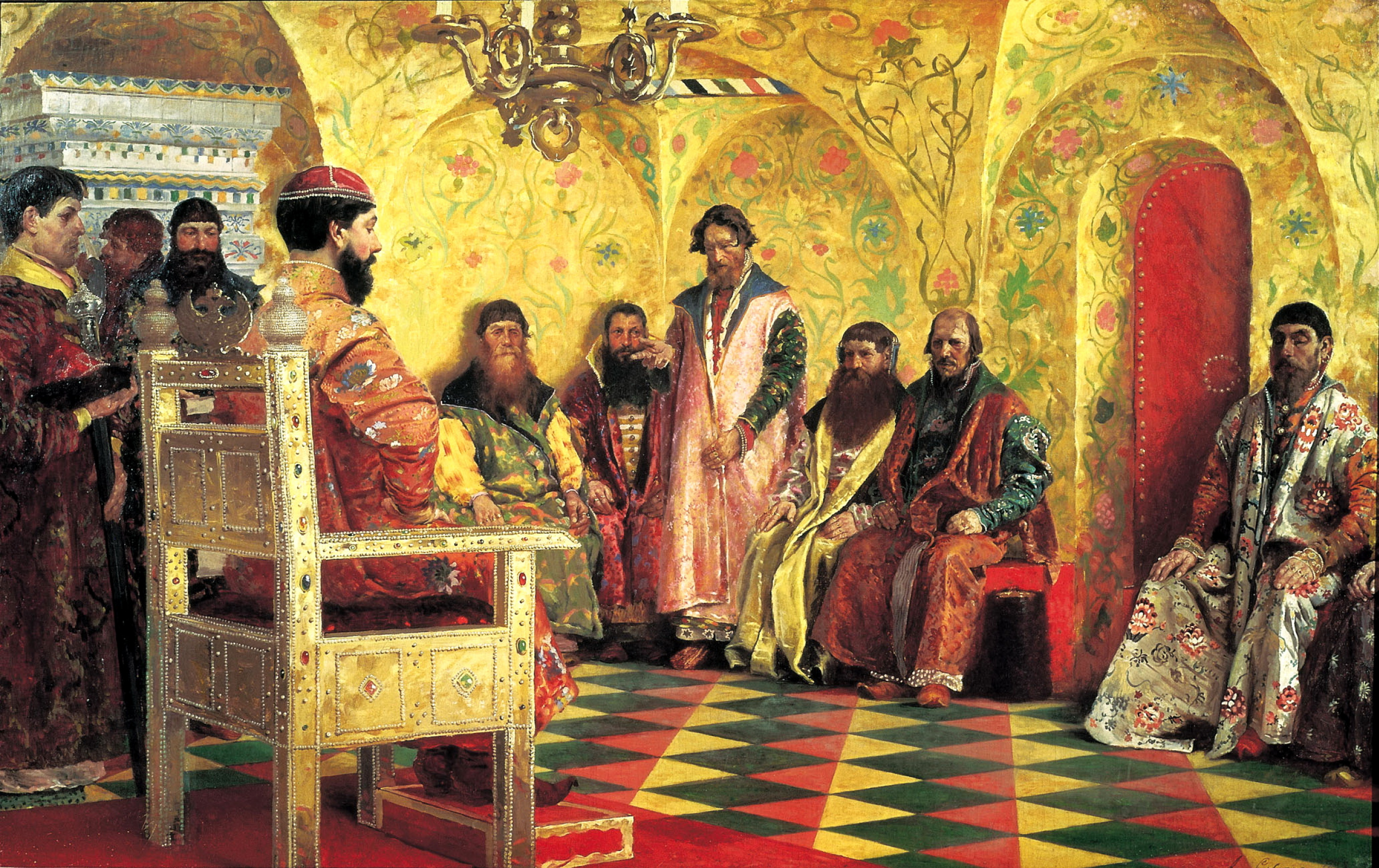
Țarul Mihail la sesiunea Dumei, tablou de Andrei Riabușkin

Sarcina imediată a noii dinastii era reinstaurarea ordinii. Din fericire pentru Rusia, marii săi inamici, Polonia și Suedia, erau angajați într-un conflict care avea să dureze, ceea ce a asigurat rușilor șansa de a face pace cu Suedia în 1617. Războiul polono-rus din 1605 – 1616 s-a încheiat cu un armistițiu, care a retrocedat pentru un timp statului polono-lituanian teritoriile pierdute de Marele Ducat al Lituaniei în 1509 în fața rușilor, inclusiv Smolenskul.
Primii monarhi Romanovi s-au dovedit domnitori slabi. În timpul lui Mihail, conducerea statului a fost practic în mâinile tatălui său, Filaret, cel care avea să devină în 1619 patriarhul Moscovei. Fiul lui Mihail, Alexei s-a folosit de un boier, Boris Morozov, pentru conducerea treburilor statului. Morozov a abuzat grosolan de poziția sa, iar, în 1648, Alexei l-a demis odată cu izbucnirea  „răscoalei sării” din Moscova.
După o încercare eșuată de recucerire a Smolenskului din mâinile lituanienilor în 1632, Rusia a semnat un nou tratat de pace cu polono-lituanienii în 1634. Regele Poloniei Władysław al IV-lea Vasa, al cărui tată, Sigismund al III-lea Vasa fusese ales de o facțiune  a boierilor ruși țar al Rusiei în așa-numitele  „timpuri tulburi”, a renunțat la toate pretențiile sale la tronul rus, ca o precondiție a semnării tratatului de pace.

## Codul de legi din 1649
Autocrația a rezistat turbulențelor „timpurilor tulburi” și conducerii slabe sau corupte a țarilor în primul rând datorită unei puternice birocrații centrale. Birocrația rusă a funcționat neîntrerupt, indiferent de legitimitatea monarhilor sau de facțiunea boierilor care controlau tronul din umbră. Birocrația s-a dezvoltat exploziv în secolul al XVII-lea. Numărul de pricazuri (departamente guvernamentale) a crescut de la douăzeci și două în 1613 la aproape optzeci numai treizeci de ani mai târziu. Deși aceste pricazuri intrau uneori în conflicte de jurisdicție și își suprapuneau domeniul de activitate, conducerea centrală, folosindu-se de guvernatorii locali, era capabilă să controleze și reglementeze activitatea tuturor grupurilor sociale, a comerțului, manufacturilor și chiar și a bisericii ortodoxe.
În 1649 a fost introdus Sobornoe ulojenie (Соборное уложение), un cod de legi cuprinzător. În acele timpuri, boierii și noua elită conducătoare s-au unit pentru a forma noua nobilime, dvorianstvo, care trebuia să servească statul. Statul cerea ca atât vechea boierime cât și noua aristocrație să servească statul în primul rând din punct de vedere militar, datorită stării continui de război din regiunile sudice și vestice și a atacurilor popoarelor nomade. În schimb, nobilimea a primit pământ și țărani iobagi. În perioada de până în 1649, statul a îngrădit treptat dreptul țăranilor de mutare de la un stăpân la altul, pentru ca în acel an, codul de legi să lege definitiv țăranii de pământ.
Statul a sprijinit necondiționat iobăgia, iar fuga șerbilor de pe moșiile stăpânilor lor a devenit o infracțiune împotriva statului. Proprietarii funciari aveau o putere totală asupra țăranilor lor, pe care îi putea cumpăra, vinde, negocia sau depune garanție. Țăranii care trăiau pe pământurile deținute de stat nu erau considerați iobagi. Aceștia erau organizați în obști, care erau responsabile pentru colectarea taxelor și achitarea unor obligații în natură. La fel precum iobagii însă, țăranii de pe moșiile statului erau legați de pământul pe care îl munceau. Membrii clasei de mijloc a negustorilor și meșteșugarilor erau obligați să plătească diferite taxe și, la fel cu iobagii, nu aveau dreptul să-și schimbe reședința. Toate clasele sociale aveau obligații militare și trebuiau să plătească taxe speciale. Prin legarea celor mai mulți dintre supușii țarului de domiciliu, noul cod legat din 1649 subordona cetățenii intereselor statului.
Acest cod de legi a crescut la un nivel greu suportabil toate birurile și, alături de regulile stricte cu privire la reședință, a exacerbat nemulțumirile sociale, care mocneau încă din „timpurile tulburi”. În următorii douăzeci de ani care au urmat publicării noului cod de legi, numărul țăranilor fugiți de pe moșii a crescut deosebit de mult. Unul dintre regiunile căutate de fugari era aceea a râului Don, aflată sub controlul cazacilor de pe Don. În regiunea fluviului Volga. Stenka Razin, un cazac originar din regiunea Donului, a condus o revoltă a cazacilor stabiliți în regiune și a țăranilor fugiți de iobăgie. Răscoala a devastat valea Volgii și a amenințat chiar și Moscova. În cele din urmă, trupele guvernamentale au înăbușit revolta, iar Razin a fost capturat și torturat și executat în public.

## Dobândirea Ucrainei
Rusia și-a continuat expansiunea teritorială de-a lungul întregului secol al XVII-lea. În sud-vest, țaratul a dobândit controlul asupra Ucrainei răsăritene, care fusese sub stăpânirea statului polono-lituanian. Cazacii din Zaporijie, războinici organizați în formațiuni teritoriale militare, locuiau în zonele de-a lungul frontierei Rusiei cu Polonia și Hanatul Crimeii. Deși în timpul stăpânirii polono-lituaniene, cazacii fuseseră înrolați în armata Rzeczpospolitei în unitățile cazacilor înregistrați, ei au luptat pentru autonomiei, organizând mai multe revolte împotriva polonezilor. În 1648, cazacii și-au unit eforturile cu cele ale țăranilor ucraineni în timpul răscoalei lui Hmelnițki, izbucnită ca urmare a opresiunii sociale și religioase suferite în timpul dominației poloneze. La început, cazacii s-au aliat cu tătarii crimeeni, cu ajutorul cărora au reușit să-i alunge din țară pe polonezi. În momentul în care polonezii au reușit să-i convingă pe tătari să schimbe tabăra, ucrainenii au căutat un nou aliat, care să-i ajute să-și păstreze independența proaspăt dobândită.
Liderul ucrainenilor, Bogdan Hmelnițki, s-a oferit să plaseze Ucraina sub protecția țarului Alexei I. Trecerea Ucrainei sub suzeranitatea Rusiei, act ratificat prin Tratatul de la Pereiaslav, a condus la declanșarea un război prelungit între Rusia și Polonia între anii 1654 – 1667. Pacea care s-a semnat în 1667, a dus la împărțirea Ucrainei de-a lungul râului Nipru. Sectorul vestic (Ucraina de pe malul drept) a trecut din nou sub controlul Poloniei, în vreme ce sectorul răsăritean, (Ucraina de pe malul stâng), a rămas un teritoriu autonom, sub suzeranitatea Rusiei, Hetmanatul cazacilor. 

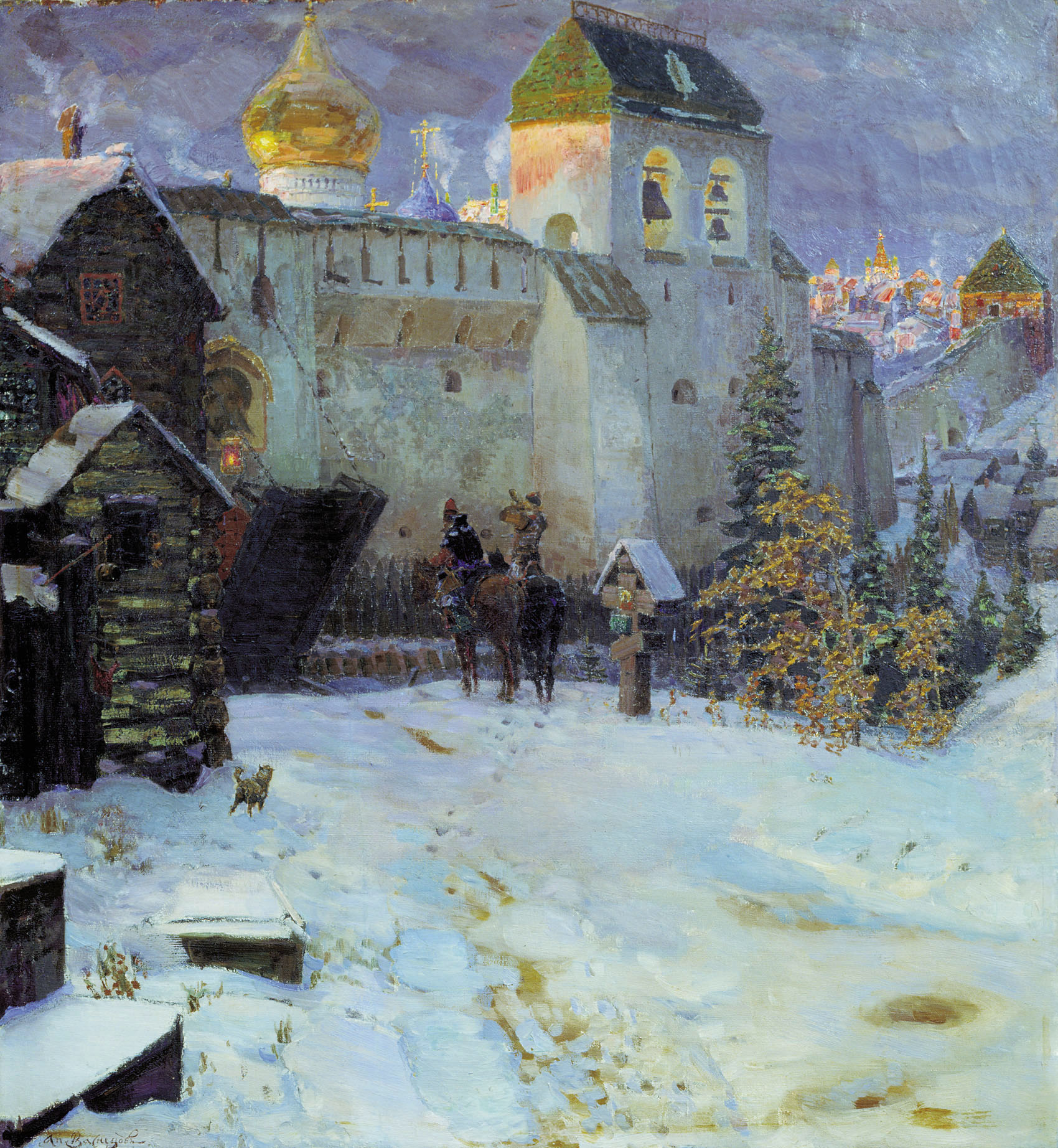
„Un oraș rusesc vechi”, tablou de Apollinari Vasnețov

## Raskol
Expansiunea către sud-vest a Rusiei și în mod particular incorporarea Ucrainei răsăritene au avut efecte neașteptate. Cei mai mulți ucraineni erau ortodocși, dar contactul lor îndelungat cu catolicismul și contrareforma poloneză i-a pus în contact cu ideile cele mai avansate ale occidentului. Prin intermediul Academiei din Kiev, rușii au luat contact cu influențele poloneze și central-europene și cu restul lumii ortodoxe. Deși influența ucraineană a creat o mare efervescență în numeroase arii ale cunoașterii, a subminat în aceiași timp și practicile și cultura tradiționale ruse. Biserica Orotodoxă Rusă a descoperit că, din cauza izolării față de restul bisericilor ortodoxe, practicile și cărțile sale liturgice se deosebesc de cele constantinopolitane.
Patriarhul rus Nikon, a luat hotărârea să alinieze textele și practicile liturgice ruse în conformitate cu originalele grecești. Dar eforturile lui Nikon s-au lovit de opoziția puternică a numeroși ruși, care considerau aceste corecții drept ingerințe nedorite ale străinilor, sau de-a dreptul lucrarea diavolului. Atunci când reformele lui Nikon au fost impuse cu forța, a avut loc schisma din 1667. Cei care nu acceptau reformele au fost numiți credincioși de rit vechi. Ei au fost considerați din punct de vedere oficial eretici și au fost persecutați de biserică și de stat. Cel mai important lider al opoziției clericale, protopopul Avvakum, a fost ars pe rug ca eretic. Schisma bisericii ruse a devenit permanentă, ruși din toate categoriile sociale alăturându-se credincioșilor de rit vechi.
Curtea țarului a simțit de asemenea influențele ucrainene și occidentale. Kievul a fost principalul intermediar în transmiterea noilor idei prin intermediul Academiei înființate de Mitropolitul Kievului Petru Movilă în 1631. Printre rezultatele infuziei de noi idei în Rusia a fost introducerea stilului baroc în arhitectură, literatură și iconografie. Incorporarea Ucrainei a deschis și numeroase canale ale comerțului cu occidentul, iar numărul vizitatorilor străini în Rusia a crescut. Curtea țaristă s-a dovedit foarte interesată în tehnologia occidentală avansată, în special în cazul aplicațiilor militare. Spre sfârșitul secolului al XVII-lea, influențele ucrainene, poloneze și vest europene au determinat slăbirea culturii tradiționale ruse și, cel puțin la nivelul elitelor, au pregătit un nou val de schimbări radicale.

## Cucerirea Siberiei

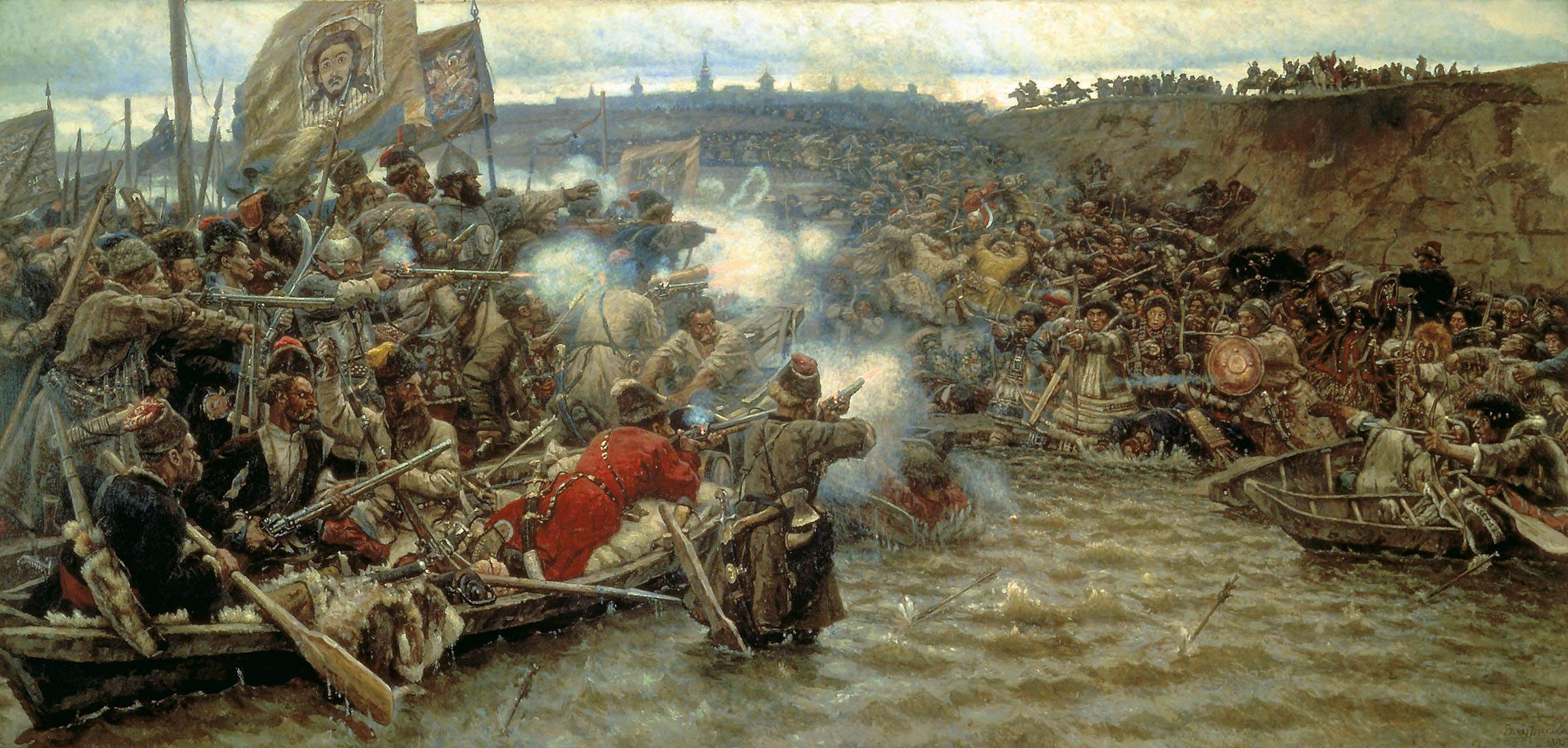
Cucerirea Siberiei de către Ermak, tablou de Vasili Surikov

Expansiunea către răsărit a Rusiei a întâmpinat o rezistență relativ puțin importantă. În 1581, bogata familie negustorească Stroganov, care era foarte interesată de comerțul cu blănuri, l-a angajat pe cazacul Ermak Timofeevici să conducă o expediție în Siberia apuseană. Ermak a reușit să învingă Hanatul Siberiei și a revendicat pentru Rusia teritoriile de la vest de Obi și Irtîș.
Din baze comercialo-militare precum Mangazeia, negustorii și exploratorii au înaintat continuu spre est, de pe râul Obi spre Enisei, mai departe spre Lena pentru ca în cele din urmă să atingă malurile Oceanului Pacific. Cazacul Semion Dejniov a reușit în 1648 să deschidă trecerea dintre America și Asia. Până la mijlocul secolului al XVII-lea, rușii își întinseseră stăpânirea până pe râul Amur și ajunseseră în apropierea granițelor Imperiului Chinez.
După o perioadă de conflicte cu dinastia manciuriană, rușii au făcut pace cu China în 1689. Prin semnarea tratatului de Nercinsk, Rusia a renunțat la pretențiile sale asupra teritoriilor de pe valea Amurului, dar a primit acces la regiunea de la est de Lacul Baikal și la rata comercială spre Beijing. Pacea cu China a consolidat ieșirea de la Pacific, cucerită la mijlocul secolului.